# Gabriel Beluze
Pour les articles homonymes, voir Beluze.
Gabriel Beluze, né le 20 novembre 1769 à Montagny (Loire), mort le 18 février 1818 à Roanne (Loire), est un militaire français de la Révolution et de l’Empire.

## États de service
Il entre en service le 7 septembre 1792, comme capitaine dans le 6e bataillon de grenadiers de Rhône-et-Loire, incorporé le 2 juillet 1795, dans la 202e demi-brigade de bataille, qui est amalgamé le 23 février 1798, dans la 53e demi-brigade de ligne. 
Il fait avec honneur les campagnes de 1792 à l’an IX, aux armées des Ardennes, de la Moselle, du Nord, de Sambre-et-Meuse, du Danube, d’Helvétie et du Rhin, et mérite par sa bravoure le grade de chef de bataillon le 17 avril 1801. 
En l’an X et en l’an XI, il tient garnison à Coblence, puis il rejoint l’armée d’Italie, où il est fait chevalier de la Légion d’honneur le 14 juin 1804. Il fait la campagne de l’an XIV, au sein de la 5e division d’infanterie de l’armée d’Italie, puis il est détaché au 2e régiment italien pour y exercer les fonctions de son grade. Il est nommé major à la suite du 53e régiment d’infanterie de ligne le 30 mai 1809, et il commande ce régiment en Italie et en Allemagne pendant la campagne de 1809, puis il passe le 1er août 1809, comme major titulaire dans le 3e régiment provisoire. 
Le 6 juin 1810, il est envoyé dans la 6e demi-brigade provisoire à Paris, et le 29 août, il est affecté au 1er régiment de la Méditerranée, devenu 35e régiment d’infanterie légère. Il est promu colonel le 24 janvier 1814, au 103e régiment d’infanterie, et il fait la campagne de France à l’armée du Midi. Il est mis en non activité le 5 décembre 1814, et il est fait chevalier de Saint-Louis le 7 mars 1815. Il est également Chevalier de la Légion d'honneur[réf. nécessaire].
Il meurt le 18 février 1818, à Roanne.

## Sources
- A. Lievyns, Jean Maurice Verdot, Pierre Bégat, Fastes de la Légion-d'honneur, biographie de tous les décorés accompagnée de l'histoire législative et réglementaire de l'ordre, Tome 4, Bureau de l’administration, 1844, 640 p. (lire en ligne), p. 534.
- Danielle Quintin et Bernard Quintin, Dictionnaires des colonels de Napoléon, S.P.M., 2013, 978 p. (ISBN 978-2-296-53887-0, lire en ligne), p. 88
- Pascal Chambon, La Loire et l'aigle : les foréziens face à l'état napoléonien, Université de Saint-Etienne, 2005, p. 510.
- Historique du 103e régiment d'infanterie, 1886, p. 190.